# Diocles de Siracusa

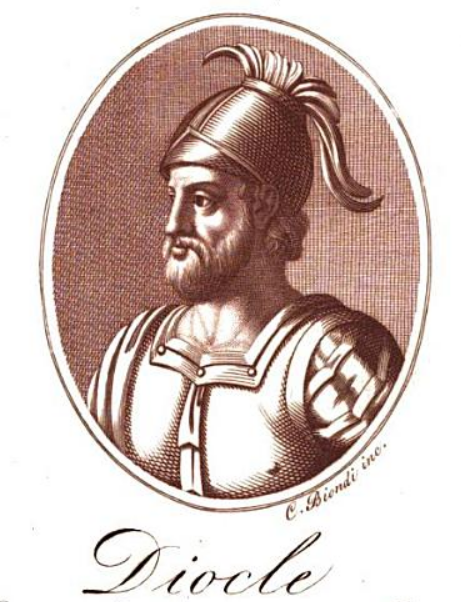
Diocles

Diocles de Siracusa (Διοκλῆς) fue un estadista griego de Siracusa que es famoso por su código de leyes.
Según Diodoro Sículo fue él quien propuso el decreto para condenar a muerte a los generales atenienses Demóstenes y Nicias, tras la completa derrota de la expedición ateniense contra Sicilia, uno de los hechos culminantes de la guerra del Peloponeso.
Hacia 413 a. C. era el jefe del partido popular o democrático, opuesto a Hermócrates, partido que logró tomar el poder en una revolución en 412 a. C.. Diocles propuso cambios legislativos en una dirección más democrática, y logró que una comisión de diez ciudadanos, de la que era presidente, presentase una nueva constitución, que fue conocida como Leyes de Diocles, alabada por Diodoro por optar por la designación de magistrados por sorteo en lugar de por elección, y por distinguir perfectamente entre las diferentes ofensas y asignar a cada una su castigo. Esta constitución no duró mucho, pues fue abolida por Dionisio. Pero fue restaurada tras el final de la tiranía de Dionisio II, más de sesenta años después, por el corintio Timoleón. Otras ciudades sicilianas adoptaron esta legislación de Diocles que continuó vigente hasta la absorción de Sicilia por Roma.
La prohibición del partido oligárquico de Hermócrates en 410 a. C. dejó a Diocles las manos libres. En 409 a. C. dirigió las fuerzas siracusanas enviadas en ayuda de Hímera (asediada por Aníbal Magón), pero se tuvo que retirar sin ni poder enterrar a sus muertos, lo que provocó el descontento en la ciudad de Siracusa. Hermócrates entonces devolvió y obtuvo algunas victorias sobre los cartagineses y pudo recuperar los restos de los caídos en Hímera que fueron enterrados con honor. Esto dio mucha popularidad a Hermócrates y Diocles fue derrocado por una revolución en 408 a. C..
No parece que volviera más al poder y probablemente murió poco después.